# Шёгрен, Ялмар
Ялмар Шёгрен (или Сьогрен; Sjögren Sten Anders Hjalmar; 13 июня 1856, Вермланд (лен) — 23 марта 1922, Стокгольм) — шведский геолог и минералог. Член Шведской королевской академии наук.

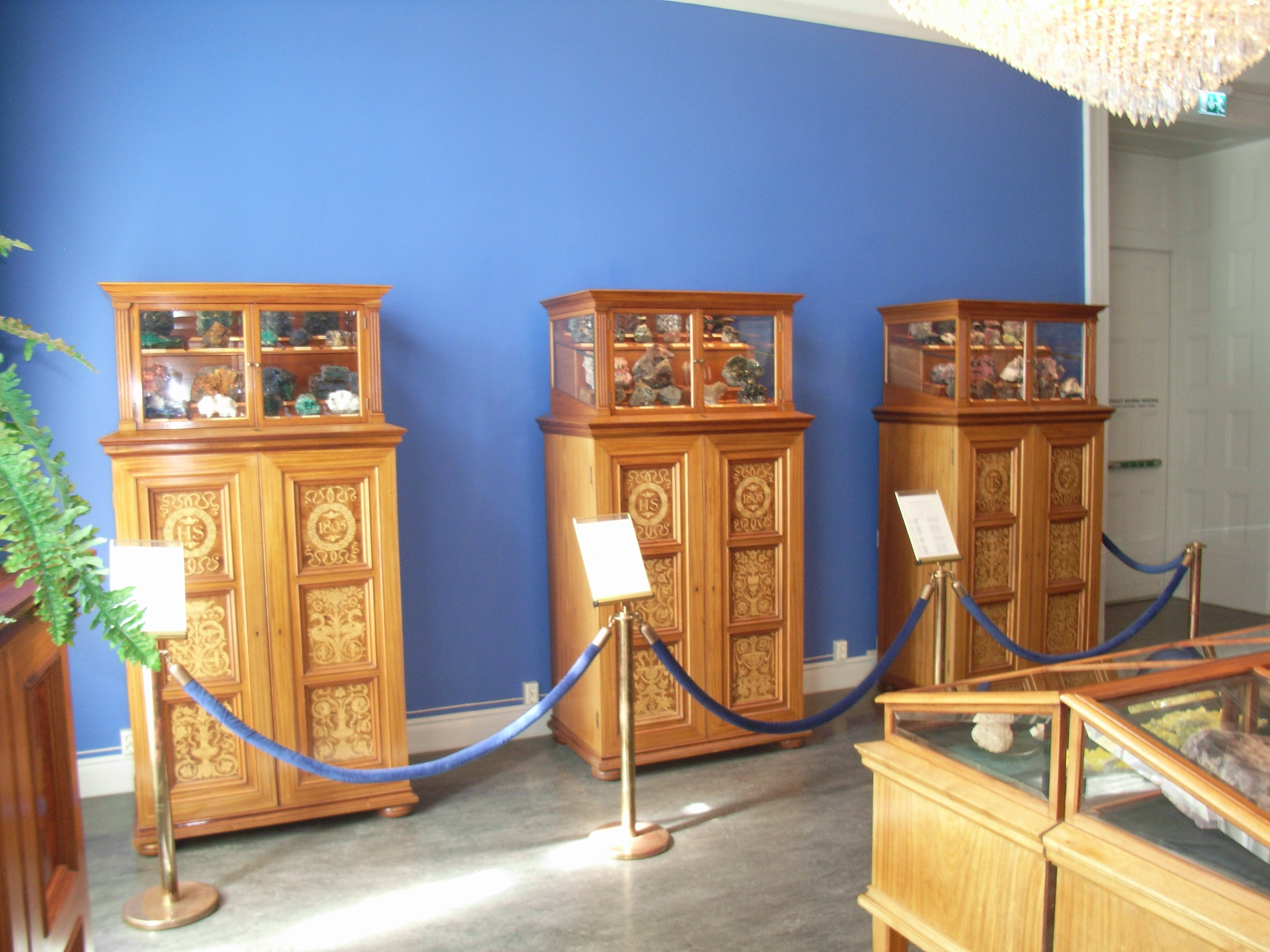
Коллекция Я. Шёгрена в Шведском музее естественной истории.

## Биография
Родился 13 июня 1856 в Вермланд (лен).
В 1882—1884 годах работал адъюнкт-профессором минералогии и геологии в Упсальском университете. Стажировался в Германии и Австро-Венгрии (1883).
В 1885—1889 годах был штатным геологом фирмы Бранобель в Баку.
Путешествовал по Кавказу, Армении, Туркмении и Персии. Описал районы вдоль Железная дорога Бала-Ищем — Нефтяная гора.
В 1888—1894 годах был профессором минералогии и геологии в Университете Уппсалы.
С 1892 года издавал на средства семьи журнал «Вестник геологического факультета Упсальского университета».
В 1903 году он был назначен куратором (после Адольфа Эрика Норденшельда) отдела минералогии Шведского музея естественной истории, где хранится его коллекция.
Публиковал многочисленные статьи по минералогии и геологии в иностранных журналах.
Работал над третьим изданием отцовского «Учебник минералогии для начальных средних школ и технических училищ» (1880).
Скончался 23 марта 1922 года в Стокгольме.